# Do It for Your Lover
Do It for Your Lover è un singolo del cantante spagnolo Manel Navarro, pubblicato il 13 gennaio 2016 su etichetta discografica Sony Music Spain. Il brano è stato scritto e composto dallo stesso Manel. Il 3 febbraio 2017 è stata pubblicata la versione in lingua spagnola del singolo.
L'11 febbraio 2017 Manel ha partecipato a Objetivo Eurovisión, il programma di selezione spagnolo per l'Eurovision, cantando Do It for Your Lover. È arrivato primo nel voto della giuria e terzo nel televoto, totalizzando 56 punti, in pareggio con Contigo di Mirela. Grazie al voto di due giurati su tre, Manel avrà il diritto di rappresentare la Spagna all'Eurovision Song Contest 2017 a Kiev, in Ucraina.
Il video clip della canzone è stato registrato in diverse località sulla costa di Tenerife.

## Tracce
Download digitale (Versione in inglese)
1. Do It for Your Lover – 3:24

Download digitale (Versione in spagnolo)
1. Do It for Your Lover (Spanish Version) – 3:02

## Classifiche
| Classifica (2017) | Posizione massima |
| ----------------- | ----------------- |
| Spagna            | 75                |